# Las Palmas (Teksas)
Las Palmas – jednostka osadnicza w Stanach Zjednoczonych, w stanie Teksas, w hrabstwie Zapata.